# Олд Фиг Гарден (Калифорнија)
Олд Фиг Гарден (енгл. Old Fig Garden) насељено је место без административног статуса у америчкој савезној држави Калифорнија.

## Демографија
По попису из 2010. године број становника је 5.365.
| Група             | 2000.    | 2010.         |
| Белци             | 0 (0,0%) | 3.383 (63,1%) |
| Афроамериканци    | 0 (0,0%) | 105 (2,0%)    |
| Азијати           | 0 (0,0%) | 209 (3,9%)    |
| Хиспаноамериканци | 0 (0,0%) | 1.532 (28,6%) |
| Укупно            | 0        | 5.365         |